# Thespakusatsu Gunma
Thespakusatsu Gunma (jap. ザスパクサツ群馬 Zasupa Kusatsu Gunma) – japoński klub piłkarski grający w J2 League. Klub ma siedzibę w Maebashi, w prefekturze Gunma, w regionie Kantō.